# Cæcilie Norby
Cæcilie Norby (* 9. September 1964 in Frederiksberg) ist eine dänische Sängerin, die heute vorrangig im Jazzbereich tätig ist.

## Leben und Wirken
Norbys Eltern, die Mutter Opernsängerin, der Vater Komponist, förderten früh die musikalische Entwicklung Norbys. Sie besuchte unter anderem das als Gesangsschule renommierte „Sankt Annae Gymnasium“. 1982 wandte Norby sich dem Popbereich zu, gründete die Gruppe „Street Beat“, wirkte aber 1983 als Sängerin auch in der Fusionband „Frontline“ mit, die mit dem Ben Webster Prize ausgezeichnet wurde. Erste kommerzielle Erfolge erzielte sie ab 1985 mit der Pop-Rock-Gruppe „OneTwo“, der sie neben Nina Forsberg bis 1993 angehörte und mit der sie mehrere Radio-Hits erzielt. Die Alben werden mehr als 250.000 mal in Dänemark verkauft und platzieren sich sehr gut in den dortigen Musikcharts.
Nach dem Ausstieg bei „OneTwo“ konzentrierte sich Norby auf den Jazz und arbeitete als Sängerin bei Ray Brown, Mike Stern, John Scofield oder Dianne Reeves. Ihr Jazz-Debüt „Cæcilie Norby“ (1995) mit Beiträgen von Gastsolisten wie Chick Corea war das erste Blue Note-Album einer Dänin. Es entwickelte sich zum dänischen „Jazzalbum des Jahres“, verkaufte sich aber auch in Japan gut. Auf dem Folgealbum „My Corner of the Sky“ spielten Mike und Randy Brecker, Lars Danielsson und Terri Lyne Carrington. Nachdem es sich mehr als siebzigtausend Mal verkauft hatte, wurde Norby als eine der zehn populärsten Jazzsängerinnen des Jahres 1996 angesehen. Ihr drittes Album, „Queen of Bad Excuses“, entstand in enger Zusammenarbeit mit Lars Danielsson und wurde gleichzeitig in Australien, Südafrika und Japan veröffentlicht. Das vierte Album „First Conversation“ (2002) hat Crossover-Züge; dort ist ihre Stimme in Streicherklänge und das Spiel von Carsten Dahl und Jon Christensen eingebettet. Anschließend entstand das Live-Album „London/Paris“ (2003). Auf dem JazzBaltica-Festival 2004 trat sie mit Nils Landgren, Ulf Wakenius (Gitarre), Lars Danielsson (Bass) und Wolfgang Haffner (Schlagzeug) auf, außerdem in einem weiteren Konzert mit Dianne Reeves. Noch im gleichen Jahr kam es zu einer einmaligen Reunion von OneTwo, als sie zum Anlass des 20-jährigen Jubiläums des Skanderborg-Festivals mit Nina Forsberg und Begleitband mit dem Hit „Midt i en drøm“ live auftrat.
2006 traf sie an gleichem Ort auf Curtis Stigers. In Zusammenarbeit mit Curtis Stigers und Lars Danielsson entstand das Album „Slow Fruit“ (2005), auf dem unter anderem Randy Brecker, Ulf Wakenius, Carsten Dahl und das Danish Radio Concert Orchester beteiligt waren. Das Album verkaufte sich in Deutschland mehr als zwölftausend Mal.
2007 rief sie mit Nina Forsberg noch einmal OneTwo ins Leben, trat mit ihren Pop-/Rockklassikern beim Skanderborg Festival im selben Jahr auf und war ab April 2008 mit dem One-Two-Repertoire auf Tournee durch Dänemark.
Norby, die mittlerweile zehnmal für die Danish Music Awards nominiert wurde, gilt in der skandinavischen Presse als die Grande Dame des Jazzgesangs in Dänemark.

## Diskographische Hinweise
- My Corner of the Sky Blue Note (1996)
- Arabesque, mit Stücken u. a. von Eric Satie und Maurice Ravel, ACT 9723-2 (2010; ed. 2013)
- Silent Ways, ACT (2013)
- Cæcilie Norby, Rita Marcotulli, Nicole Johänntgen, Hildegunn Øiseth, Dorota Piotrowska, Lisa Wulff: Sisters in Jazz (ACT 2019)